# Beyond the Valley of the Proles
Albums de Snog
Your Favourite Electro-Folk Swingers
(1992)
Beyond the Valley of the Proles est un album du groupe de musique électronique Snog. Il est sorti en 2003 sur le label Metropolis.
Crédits :
- Musique composée par : C. Pierce (titre 1), D. Beattie (titres 2, 3, 6), D. Thrussell, J. Kilbey (titres 1, 4, 5, 7, 9), J. Murdlem (titre 8), W. Henley (titre 8).
- Enregistré au Intergalactic Nudist Ranch et au KH2, de juillet 2000 à octobre 2002.
- Produit par Snog et François Tétaz
- Apparitions : Yandoit Municipal Orchestra et le chœur Korweinguboora People's Choir sur le titre "Bad Planet".
- Pochette par Chris Wood

## Liste des chansons
1. "Bad Planet" - 5:11
2. "Businessman" - 3:32
3. "Fill My Hole" - 4:11
4. "The Master" - 2:00
5. "Welcome To Adelaide" - 3:48
6. "Justified Homicide" - 3:35
7. "Citizens" - 5:27
8. "Into The Light" - 5:26
9. "Playstation Blues" - 4:48
10. "The Fruits" - 7:27
11. "Waiting" - 3:41